# Igelströmita
La igelströmita és un mineral de la classe dels òxids que pertany al grup del mini. Rep el nom del geòleg i mineralogista suec Lars Johan Igelström (1822–1897).

## Característiques
La igelströmita és un òxid de fórmula química Fe3+(SbPb)O₄. Va ser aprovada com a espècie vàlida per l'Associació Mineralògica Internacional l'any 2021, i publicada en el mes de març de 2024. Cristal·litza en el sistema tetragonal.
Les mostres que van servir per a determinar l'espècie, el que es coneix com a material tipus, es troben conservades aa les col·leccions mineralògiques del Museu Suec d'Història Natural, situat a Estocolm (Suècia), amb el número de col·lecció: geo-nrm 19255056, i al Museu d'Història Natural de la Universitat d'Oslo, amb el número de catàleg: knr 44278.

## Formació i jaciments
Va ser descoberta a Långban, una mina del districte miner de Långban, a Filipstad (Comtat de Värmland, Suècia), l'únic indret de tot el planeta on ha estat descrita aquesta espècie mineral.